# تنقیح المقال
تنقیح المقال فی احوال الرجال یا تنقیح المقال فی علم الرجال کتابی است فراگیر و فربه در دانش رجال، به زبان عربی. این اثر، شاید وسیع‌ترین کتاب رجالی شیعه امامیه و مفصل‌ترین اثر در علم رجال باشد. نویسنده آن عبدالله مامقانی عالم و فقیه شیعه نیمه نخست سده چهاردهم است. در این کتاب، مولف شرح احوال اصحاب ائمه و تابعین و صحابه پیغمبر و دیگر راویان را تا سده چهارم هجری و بعضی از علمای حدیث و مولفان بنام در دانش رجال را آورده است. به تعبیر خود مولف، اهل تحقیق با دسترسی به این کتاب، از مراجعه به کتاب‌های پیشین، بی‌نیاز هستند.

## معرفی نویسنده
عبدالله مامقانی از فقیهان و دانشمندان رجال در سده چهاردهم است، محدث، فقیه اصولی رجالی و ادیب و مرجع تقلید شیعیان در سال ۱۲۹۰ هـ ق، در نجف به دنیا آمد. نیاکان اش از مامقان از نزدیکی تبریز بودند. وی از ۵ سالگی شروع به تعلیم قرآن کرد و بعد به تحصیل مقدمات علوم دینی و متداوله پرداخت. پس از تکمیل ادبیات در سال ۱۳۰۸ هـ ق، در حوزه درس اصولی استدلالی و سال بعد در حوزه فقه استدلالی با تمام تلاش و سعی و اهتمام ورزید. او به دستور استادش حسن خراسانی ملقب به میرزا شروع به تالیف کرد و از سال ۱۳۰۹ هـ ق، باب دیات و بعد باب نکاح و همین طور به تدریج، تألیفات و تصنیفات دیگری انجام داد تا این که دست به کار تألیف تنقیح المقال شد. 
مامقانی، در نیمه شعبان ۱۳۵۱ هـ ق، فوت کرد و در نجف در مقبره پدرش به خاک سپرده شد.

## ساختار کتاب
تعداد رجال ذکر شده در این کتاب ۱۶۳۰۷ نفر است. این کتاب شامل مقدمه، متن و خاتمه است.
۱- مقدمه دارای چهار مقام، شامل تعریف موضوع جایگاه علم رجال، ۳۰ فایده از اصول و قواعد علم رجال.
۲- متن اصلی دارای چهار فصل، اسماء، القاب، کنیه‌ها، نام‌های زنان راوی حدیث. در هر کدام از این فصول، نام راوی و نسب او، و اقوال و آرای رجالی موجود درباره او، به ترتیب حروف الفبا و با شماره ذکر و از نامهای مشابه، متمایز گشته و در نهایت نتیجه‌گیری شده است.
۳- خاتمه دارای ده بخش، موارد آن در همین اصول و قواعد است.

## ویژگی کتاب
این اثر، فهرستی با عنوان نتایج التنقیح فی تمییز السقیم من الصحیح در اول کتاب دارد که در این فهرست، اوصاف راویان از نظر ثقه، حسن، موثق، مجهول، مهمل و موارد خاص، در مقابل نام هر راوی، آمده که این در حکم چکیده آرای مولف در مورد رجال ذکر شده در کتاب است که از ویژگی مهم کتاب به شمار می‌آید.

## تنقیح المقال از نگاه صاحب نظران
برخی این کتاب را مورد انتقاد قرار داده و برخی آن را بسیار ستوده‌اند. 
محمدتقی شوشتری از نظر جامعیت و گردآوری اقوال رجالیان، آن را متقن می‌داند؛ ولی بسیار از آن، انتقاد کرده و خود در این زمینه، کتابی با نام قاموس الرجال نوشته است. 
آقا بزرگ تهرانی با اینکه این اثر و مؤلفش را ستوده، معتقد است که باید کتاب، بازنگری و بررسی شود.

## نکته
نکته قابل ذکر این که: تنقیح المقال که آخرین اثر ممقانی است، تألیف و ترتیب و تهذیب و بازبینی آن، به طرز عجیبی در مدّت کمتر از سه سال به پایان رسید و این به خاطر عشق و علاقۀ فراوان مامقانی به کار بوده و این که از تمام اوقات خود، نهایت استفاده را می‌کرده است. به تاریخ مرداد ۱۳۰۸ ش، شروع و مهر ماه ۱۳۱۰ ش، نگارش و در زمان حیات مؤلف به چاپ رسید.

## چاپ و نشر
این اثر، در ۳ جلد در نجف و قم چاپ شده است. نیز دیباچه این اثر را محمد قربان زاده به فارسی ترجمه و با نام «نکاتی از دانش رجال» چاپ کرده است. چاپ جدید این کتاب در قم و در ۵۰ جلد در حال انجام است که ۳۵ جلد آن وارد بازار نشر شده است.